# 2002 год в авиации
Список событий в авиации в 2002 году.

## События
- 15 января — первый полёт пассажирского самолёта Airbus A318.
- 10 декабря — ОАО «Научно-производственное предприятие „Аэросила» получен сертификат типа на вспомогательный газотурбинный двигатель ТА-18-100 для самолётов Ту-334, Бе-200, Як-42, Ту-134М, Ан-74ТК-300.
- 25 мая — катастрофа Боинга 747

## Персоны

### Скончались
- 9 июня — Молодчий, Александр Игнатьевич, лётчик, советский военный деятель, первый прижизненный дважды Герой Советского Союза (22 октября 1941 года и 31 декабря 1942 года).